# No Time Like the Future
No Time Like the Future è il settimo album del gruppo acid jazz inglese Incognito, pubblicato nel 1999 dall'etichetta discografica Talkin' Loud Records.

## Tracce
1. Wild and Peaceful (Jean-Paul Maunick, Dominic Oakenfull) - 5:46
2. Get into My Groove (Maunick, Oakenfull) - 4:59
3. It Ain't Easy (Graham Harvey, Maunick) - 6:17
4. Marrakech (Harvey, Randy Hope-Taylor, Maunick) - 6:42
5. Fearless (Maunick, Oakenfull) - 6:14
6. Nights Over Egypt (Cynthia Biggs, Dexter Wansel) - 7:09
7. Centre of the Sun (Harvey, Maunick) - 5:02
8. More of Myself (Maunick) - 4:54
9. I Can See the Future (Harvey, Hope-Taylor, Maunick) - 8:15
10. Black Rain (Harvey, Maunick) - 10:52